# NGC 2441

NGC 2441 par le télescope spatial Hubble.

NGC 2441 est une galaxie spirale intermédiaire située dans la constellation de la Girafe. NGC 2441 a été découverte par l'astronome allemand Wilhelm Tempel en 1882.

## Caractéristiques
Sa vitesse par rapport au fond diffus cosmologique est de 3 492 ± 2 km/s, ce qui correspond à une distance de Hubble de 51,5 ± 3,6 Mpc (∼168 millions d'al).
À ce jour, 16 mesures non basées sur le décalage vers le rouge (redshift) donnent une distance de 54,012 ± 20,604 Mpc (∼176 millions d'al), ce qui est à l'intérieur des valeurs de la distance de Hubble.
La classe de luminosité de NGC 3441 est II et elle présente une large raie HI.

## SN 1995E, une supernova peu commune dans NGC 2441

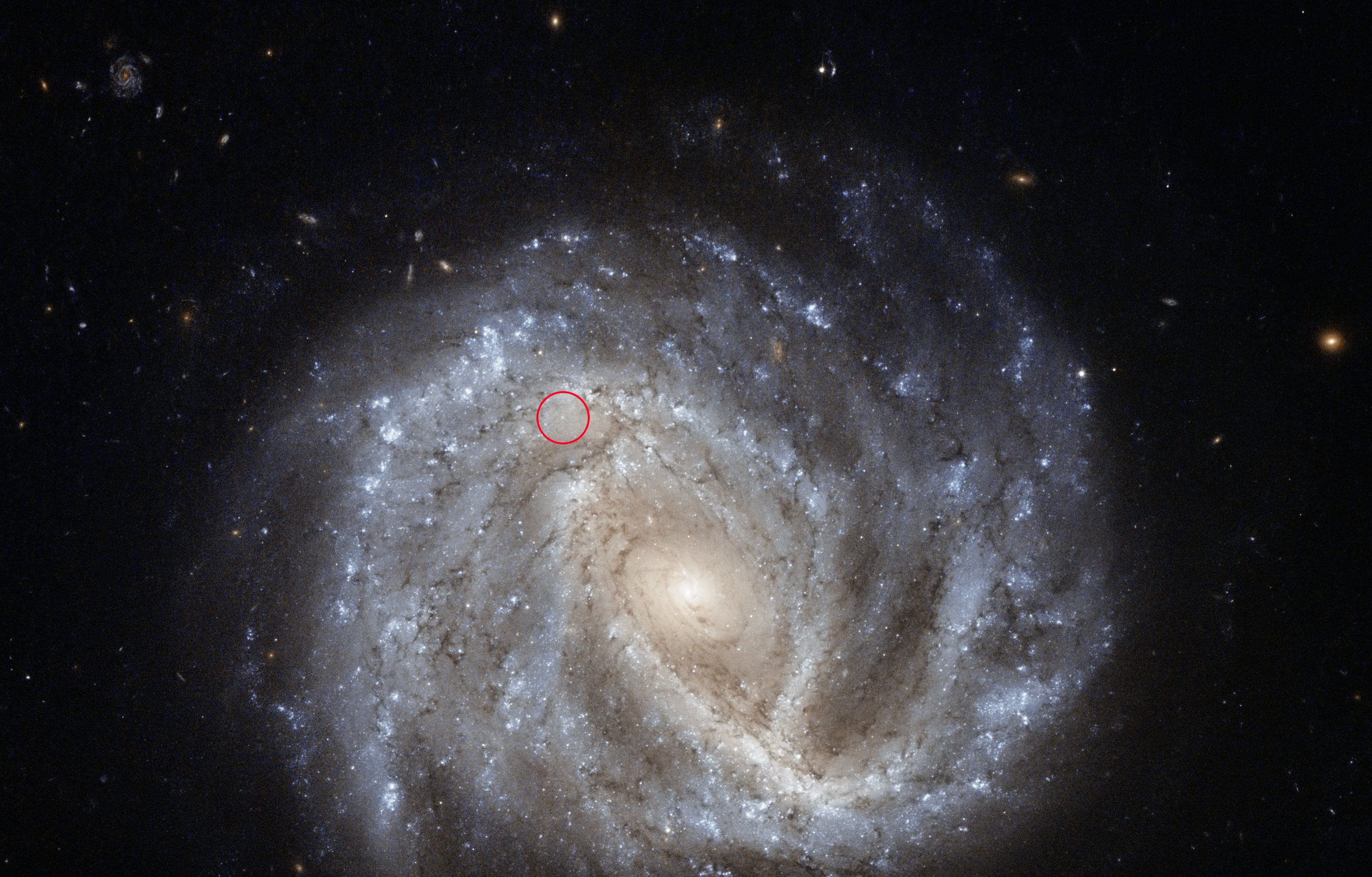
Emplacement de la supernova SN 1995E.

SN 1995E est une supernova de type Ia découverte en 1995 comme son nom l'indique. Ce type de supernova se produit dans un système binaire d'étoiles où une naine blanche arrache de la matière à une étoile compagne en orbite jusqu'à ce que la masse de la naine blanche dépasse la masse de Chandrasekhar. L'étoile explose alors littéralement et il ne reste aucun débris. La luminosité intrinsèque des supernovas thermonucléaires est uniforme, faisant de ce type de supernova une chandelle cosmique pour mesurer les distances, d'où l'importance de leur observation.
Mais, SN 1995E peut nous être très utile d'une autre façon. De récentes observations de la région de cette supernova révèlent qu'il pourrait s'y produire un écho lumineux, produit par la réflexion de la lumière par une coquille de poussière interstellaire qui entoure probablement l'étoile compagne. En effet, les observations réalisées en 2006 à l'aide du télescope spatial Hubble ont révélé que la luminosité de l'étoile diminuait d'une façon qui suggère une dispersion de sa lumière par une coquille sphérique de poussière. Les échos lumineux peuvent nous fournir des renseignements au sujet de l'environnement d'objets cosmiques comme une supernova et aussi des caractéristiques des étoiles génitrices.
S'il s'avère que SN 1995E est effectivement le siège d'un écho lumineux, la supernova fera partie d'un club très restreint. En effet, seules deux autres supernovas montrent un phénomène d'écho lumineux : SN 1991T et SN 1998bu.

## Groupe de NGC 2523
NGC 2441 fait partie du groupe de NGC 2523. Outre NGC 2441 et NGC 2523, les autres galaxies du groupe sont PGC 23781 (NGC 2550A), UGC 4041 et UGC 4199.